# Blauet nan de Mindanao
El blauet nan de Mindanao (Ceyx mindanensis) és una espècie d'ocell de la família dels alcedínids (Alcedinidae) que habita a les illes de Mindanao i Basilan, a les Filipines meridionals.

## Taxonomia
Diversos autors la consideren una subespècie de Ceyx melanurus.